# Hongaarse literatuur

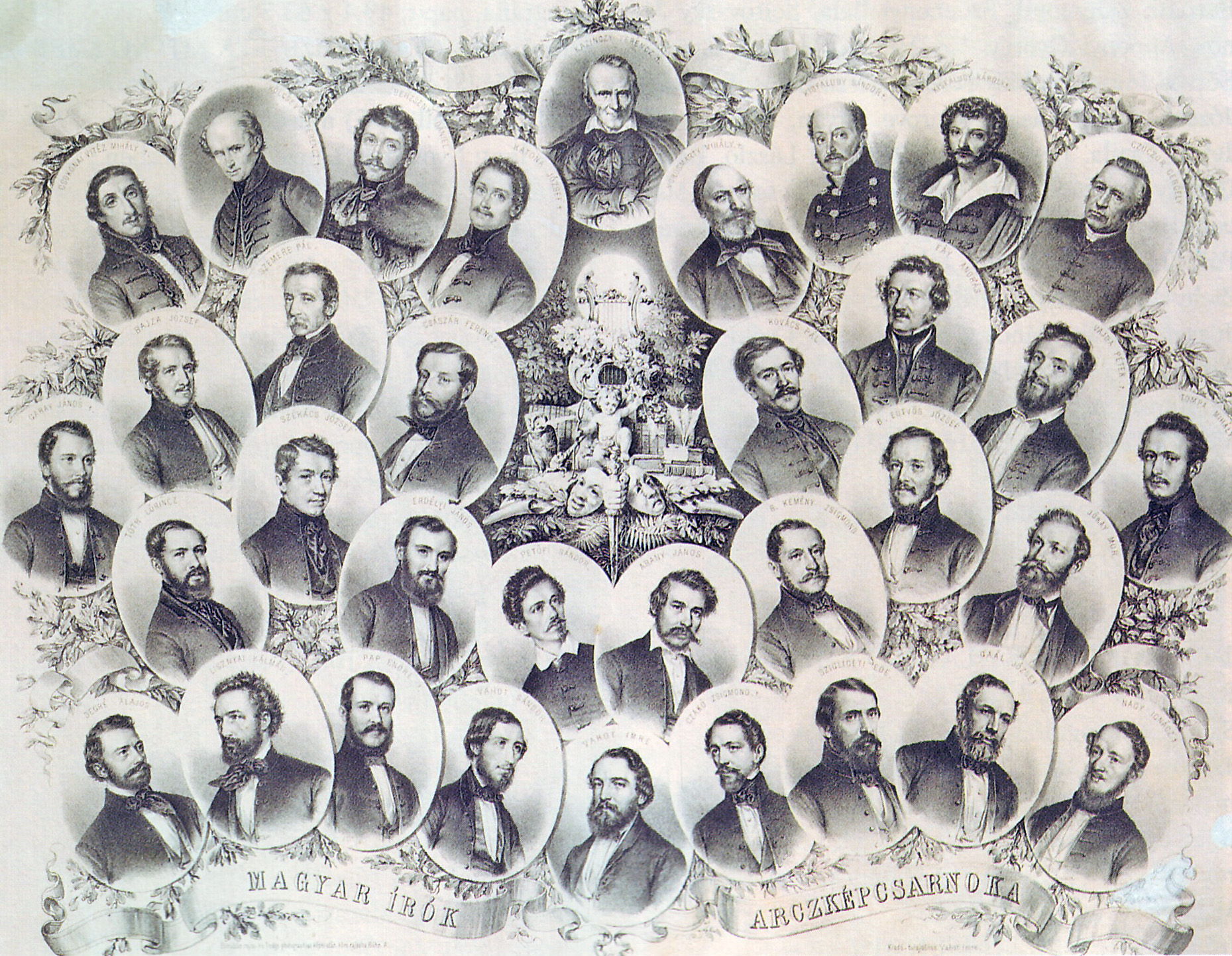
De grootste Hongaarse schrijvers en dichters van de 18e eeuw

De Hongaarse literatuur is het geheel van geschreven werken die in eerste instantie in het Hongaars geschreven zijn en voor een kleiner aandeel ook in andere talen, zoals het Latijn, door Hongaren, of over onderwerpen die betrekking hebben op de Hongaarse cultuur.

## Middeleeuwen

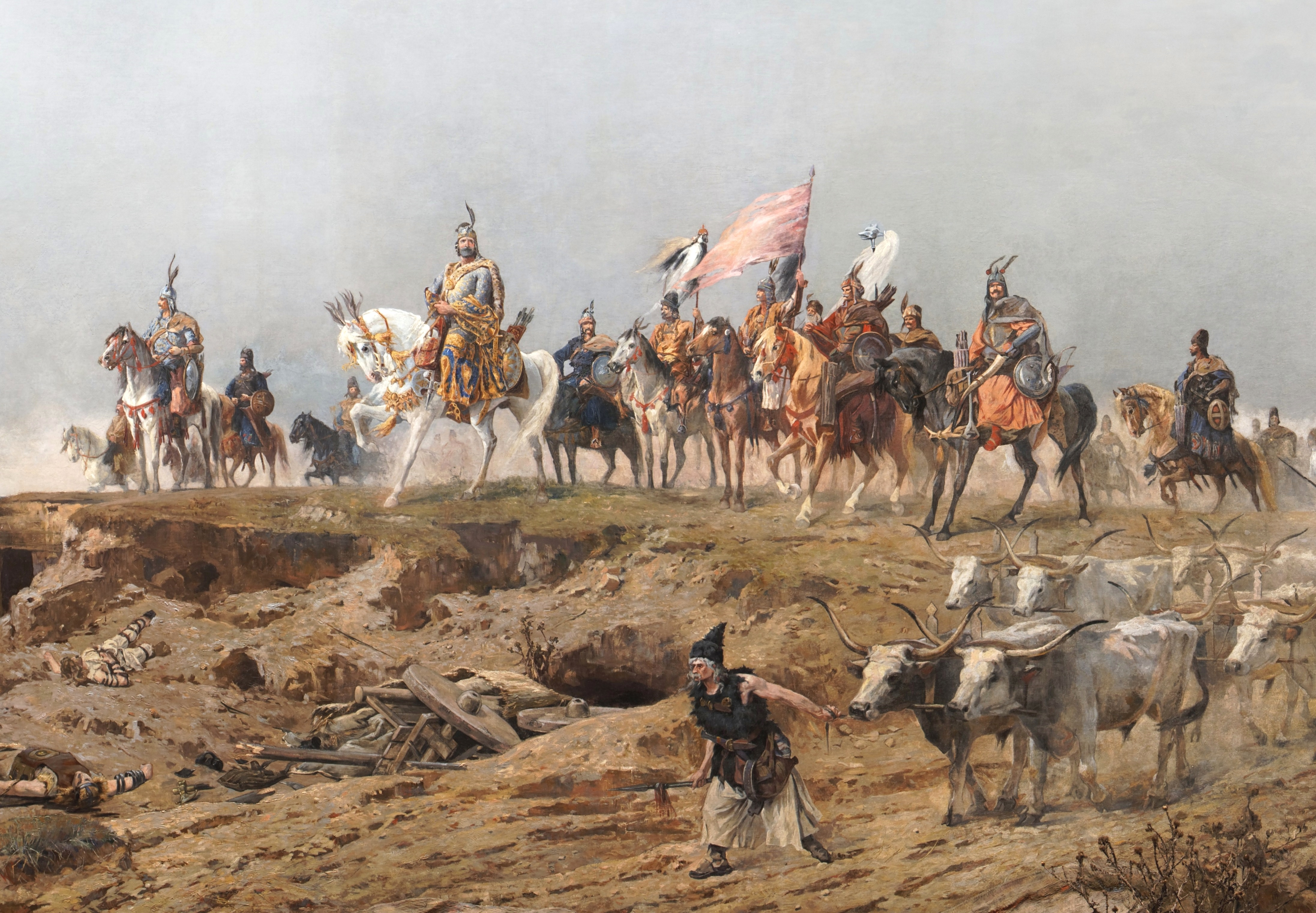
De zeven hoofdmannen, detail uit het schilderij Aankomst van de Hongaren door Árpád Feszty, 1894

Het beginpunt van de Hongaarse taal wordt door wetenschappers vaak vastgelegd op het jaar 1000 v.C., toen de taal zich - volgens de huidige inzichten - van haar nauwste verwanten, de Ob-Oegrische talen had afgesplitst. Hoewel er geen schriftelijke bewijzen van de alleroudste Hongaarse literatuur zijn overgeleverd, hebben bepaalde elementen die teruggevoerd kunnen worden op voorchristelijke tijden de tand des tijds doorstaan. Wel zijn er uit de periode van de 11e tot de 14e eeuw enkele korte Latijnse vertalingen overgeleverd van Hongaarse legenden die verhalen over de oorsprong van het Hongaarse volk, periodes van de verovering van Hongarije en veldtochten uit de 10e eeuw.
Aanvankelijk werd het Hongaars geschreven in het Oudhongaars schrift, een soort runenschrift, maar dit werd nooit gebruikt om literaire teksten, in de moderne betekenis, neer te schrijven. Na de kerstening van de Hongaren onder Stefanus I aan het begin van de 11e eeuw schakelde de samenleving over op het Latijnse alfabet. Uit de periode die hieraan voorafging zijn geen documenten overgeleverd. Bij conventie laat men de Oudhongaarse periode ingaan in het jaar 896, het jaar dat de Hongaren de Pannonische vlakte veroverden, er zich vestigden en er een eigen staat opbouwden. De oudste nog overgebleven bronnen werden kort hierna vervaardigd. De oudst gekende optekening in het Hongaars werd aangetroffen in de oprichtingsakte van de Abdij van Tihany uit 1055 en bevat verschillende Hongaarse woorden.
Een voorbeeld uit deze akte luidt:
feheruuaru rea meneh hodu utu rea

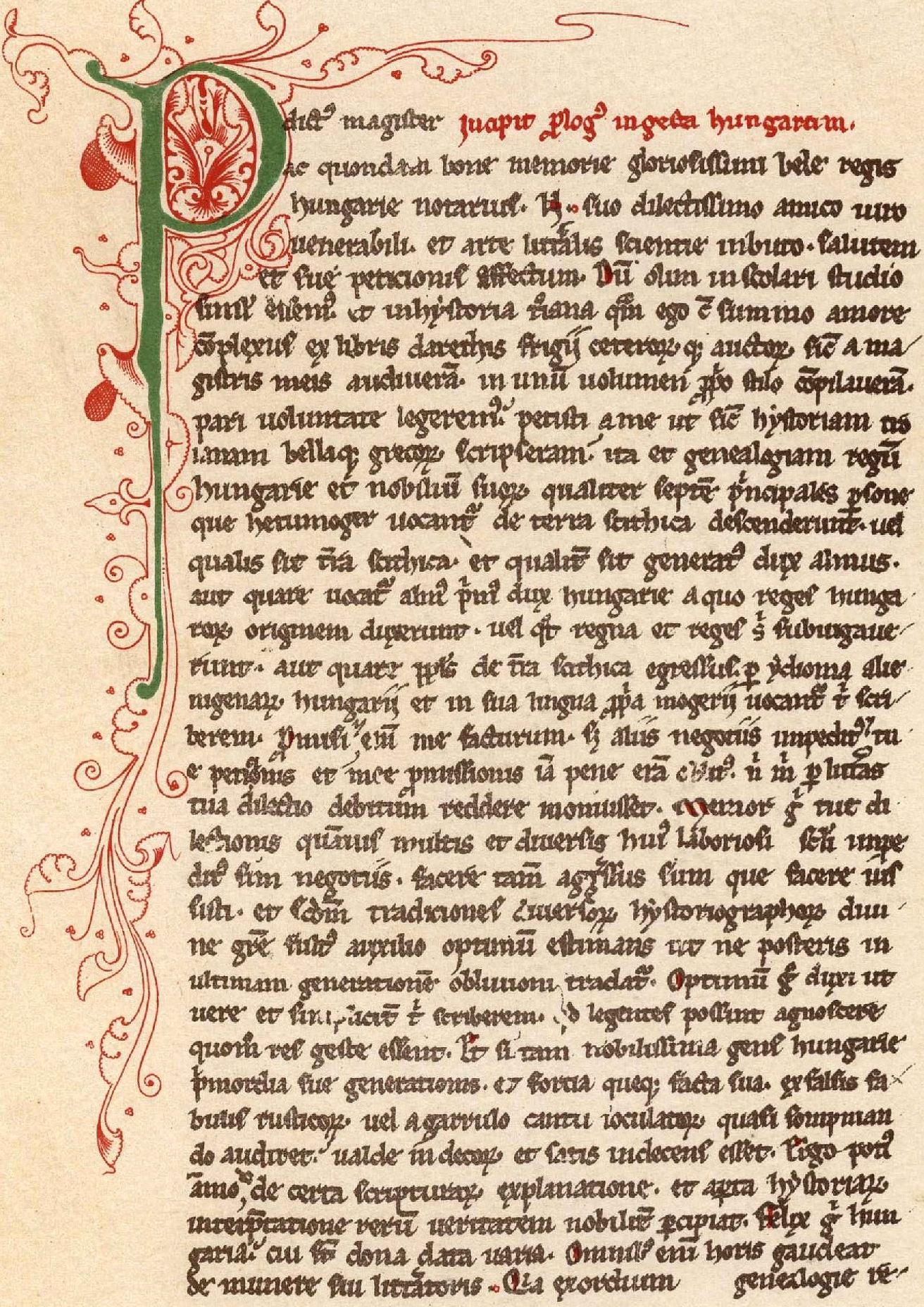
Bladzijde uit de Gesta Hungarorum

In de hedendaagse spelling zou dit als volgt geschreven worden:
Fehérü váru reá meneü hodu utu reá
In hedendaags Hongaars zou dit zinnetje als volgt luiden:
Fehérvárra menő had[i] útra
Vertaling in het Nederlands:
Op de militaire weg naar Fehérvár
De oudste volledige tekst in het Hongaars is de zogenaamde Begrafenispreek en gebed, een kort en eenvoudig begrafenisgebed uit de jaren 1192-1195. Het oudste Hongaarse (en bij uitbreiding Oeraalse) gedicht zijn de Klaagliederen van Maria, een vrije vertaling uit het Latijn van een gedicht van Godfried van Saint-Victor. Zowel de begrafenispreek als de klaagliederen zijn moeilijk om te lezen en niet volledig begrijpelijk voor huidige Hongaren, in eerste instantie omdat het 26-letterige alfabet dat toen nog werd gebruikt niet volstond om de veelheid aan klanken in het Hongaars weer te geven, hetgeen in het hedendaagse Hongaarse alfabet gebeurt aan de hand van diakritische tekens.
Gedurende de middeleeuwen, en tot een goed stuk in de renaissance, was het Latijn echter de eerste taal voor schriftelijk taalgebruik. Enkele van de eerste kronieken over de Hongaarse geschiedenis zijn de Gesta Hungarorum ("Daden van de Hongaren") door een anonieme auteur en de Gesta Hunnorum et Hungarorum ("Daden van de Hunnen en Hongaren") door  Simon Kézai, beide in het Latijn. In deze kronieken worden historische feiten echter verweven met legenden, waardoor ze historisch niet altijd helemaal betrouwbaar zijn. In de loop van de 15e eeuw verschenen de eerste Hongaarse bijbelvertalingen. Twee hussitische predikers uit Zevenburgen, Thomas en Valentinus, waren hiervoor verantwoordelijk. Een groot deel van de woordenschat die bij deze vertalingen werd gebruikt, is nog steeds in gebruik.

## Renaissance en barok

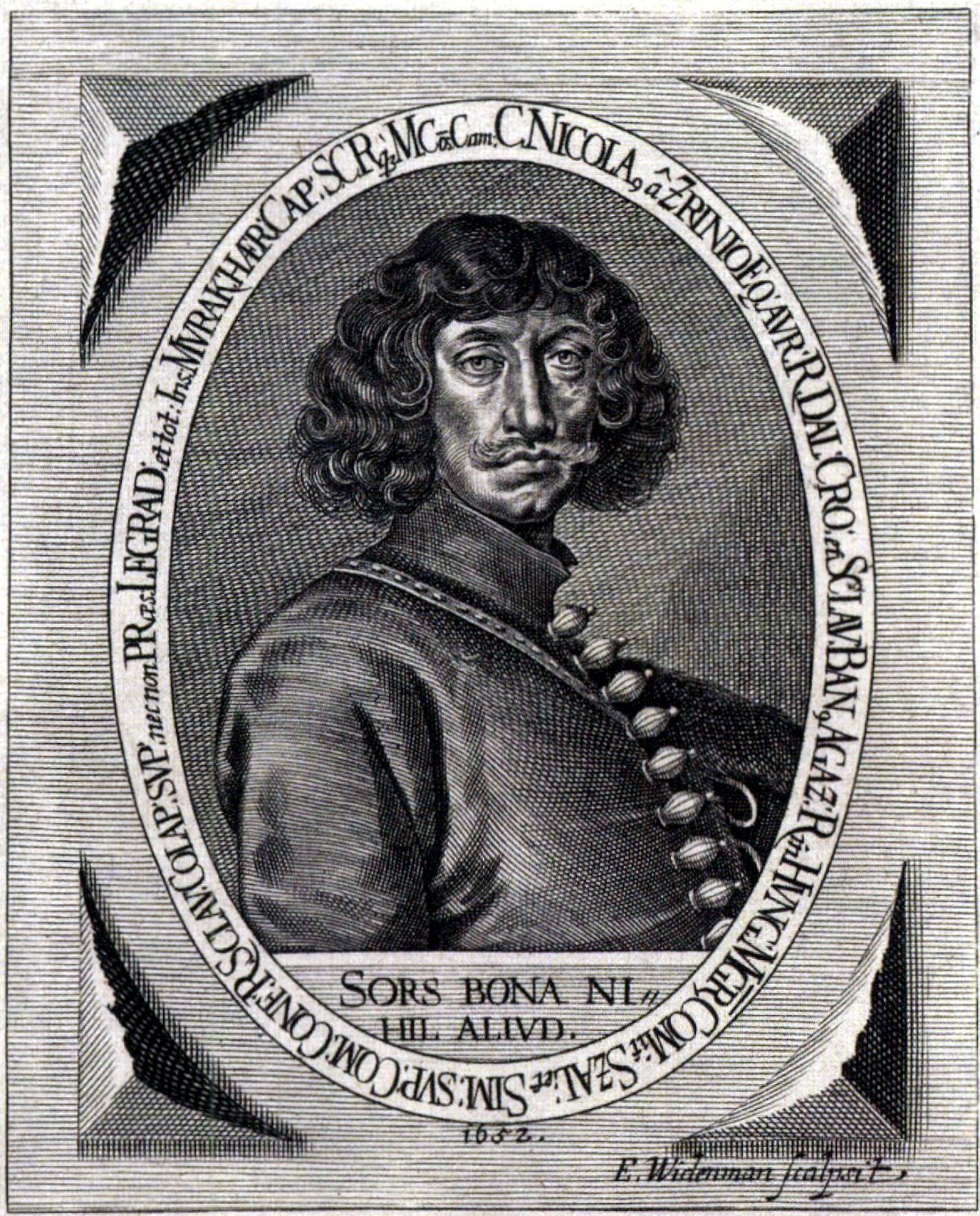
Miklós Zrínyi

Onder de heerschappij van koning Matthias Corvinus (1458-1490) kwam de renaissanceliteratuur tot bloei. Janus Pannonius, die weliswaar in het Latijn schreef, wordt nog steeds aanzien als een van de meest invloedrijke figuren in de Hongaarse literatuur. Hij was de enige Hongaarse humanistische dichter van enige betekenis. Tijdens de regeerperiode van Matthias Corvinus werd ook de eerste drukkerij opgericht door András Hess in Boeda. Het eerste boek dat in Hongarije werd gedrukt was de Chronica Hungarorum.
Vanaf 1526 kwam het leeuwendeel van Hongarije onder Ottomaans gezag te staan. Vanaf dan spreken we, door toedoen van ingrijpende culturele veranderingen, van de Middelhongaarse periode. De belangrijkste dichters uit de Middelhongaarse periode waren Bálint Balassi (1554–1594), Sebestyén Tinódi Lantos (c. 1510–1556) en Miklós Zrínyi (1620–1664). Balassi's dichtkunst kenmerkt zich door middeleeuwse invloeden en bestaat voornamelijk uit drie thema's: liefdesgedichten, oorlogsgedichten en religieuze gedichten. Zrínyi's belangrijkste werk Szigeti veszedelem ("Het perikel van Sziget") is een epos in de stijl van de Ilias over het heroïsche Beleg van Szigetvár, waarbij zijn overgrootvader stierf tijdens het verdedigen van de burcht van Szigetvár.
In deze periode zagen meerdere historische werken het licht, onder andere de Zevenburgse vorsten van Jan Kemény. Onder de religieuze werken is de bijbelvertaling van Gáspár Károli van grote invloed geweest.

## Verlichting en taalvernieuwing

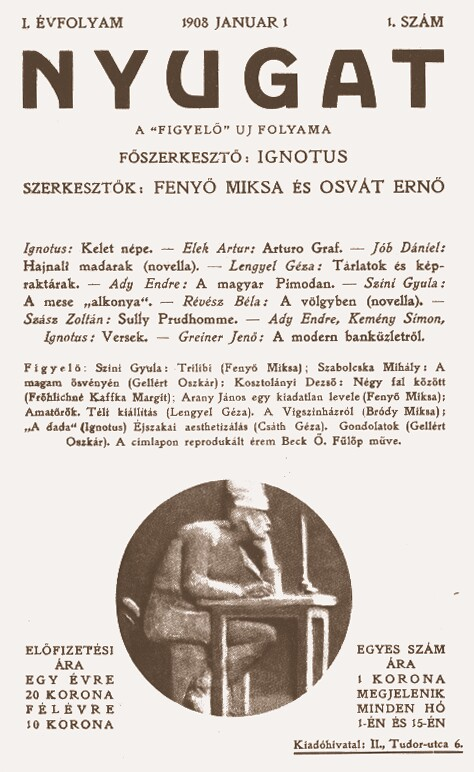
Voorpagina van de eerste uitgave van het toonaangevende literaire tijdschrift Nyugat

De Verlichting bereikte Hongarije - via Wenen - uit West-Europa met een vertraging van ongeveer vijftig jaar. Onder de eerste verlichtingsschrijvers bevonden zich lijfwachten van Maria Theresia zoals György Bessenyei en János Batsányi. De belangrijkste dichters van deze tijd waren Mihály Csokonai Vitéz en Dániel Berzsenyi.
De meest vooraanstaande figuur van de taalvernieuwing was Ferenc Kazinczy, die de Hongaarse woordenschat geschikt maakte voor wetenschappelijk taalgebruik. Tijdens deze periode werden heel wat neologismen in het leven geroepen, onder andere om nieuwe uitvindingen uit te drukken.

## 19e eeuw
De periode tussen 1825 en 1848 staat bekend als een hoogtepunt in de Hongaarse literatuur en bracht grootse dichters voort zoals Mihály Vörösmarty, János Arany en Sándor Petőfi, bekend van Nemzeti dal. Vörösmarty, die ook bekend staat als vrijheidsstrijder, schreef onder andere het epos Zaláns vlucht (1823) over de Hongaarse landname in de 9e eeuw, Csongor en Tünde (1831), dat aan De toverfluit van Mozart herinnert, en Szózat ("Oproep"), dat tijdens de revolutie als "Hongaarse Marseillaise" gezongen werd. De tekst van het Hongaarse volkslied werd in 1823 geschreven door Ferenc Kölcsey.
De romanschrijver Mór Jókai nam, net als Sándor Petőfi, deel aan de Hongaarse Revolutie van 1848 en was ook later politiek actief. Als schrijver liet hij een groot proza-oeuvre na. Zijn, nog tijdens zijn leven uitgegeven, "Verzamelde werken" bestaan uit 100 volumes. Een van zijn veelal romantisch-idealistische romans, vertellingen en novelles is Egy magyar nábob ("Een Hongaarse nabob") uit 1854.

## 20e en 21e eeuw

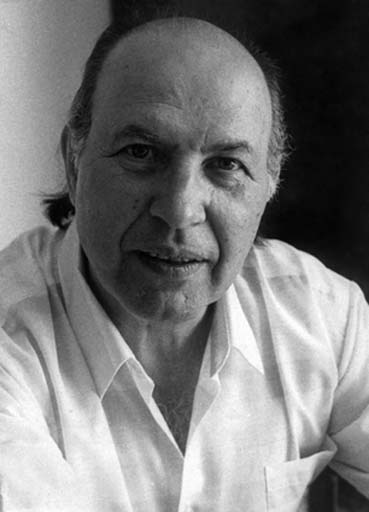
Nobelprijswinnaar Imre Kertész

Gyula Krúdy was een beduidende prozaïst van de moderne Hongaarse literatuur tijdens het fin de siècle-tijdperk. Verfijnde vormen van ironie, melancholie, nostalgie en realisme vormen zijn uitdrukkingsvormen en zijn kenmerkend voor zijn literaire stijl. Andere grote namen uit de periode vóór de Tweede Wereldoorlog zijn Margit Kaffka, die vooral over het lot van vrouwen schreef, Endre Ady, een dichter die zich liet inspireren door de stijl van Charles Baudelaire, en Mihály Babits, die De goddelijke komedie van Dante vertaalde naar het Hongaars en ook de uitgever was van het toonaangevende literaire tijdschrift Nyugat. Dezső Kosztolányi was thuis in zowat alle genres en vertaalde eigentijdse wereldliteratuur naar het Hongaars. Zsigmond Móricz schreef realistische en sociaal-kritische werken. Miklós Bánffy, die nog minister van Buitenlandse Zaken was, schreef de zogenaamde Zevenburgentrilogie over de teloorgang van de adel in Zevenburgen in de prille 20e eeuw.
Ferenc Molnár is de meest beduidende Hongaarse toneelschrijver, vooral bekend door zijn toneelstuk Liliom uit 1909. Sándor Márai leefde deels vrijwillig in het buitenland, maar deels ook in ballingschap en vergaarde postume roem met zijn roman "Gloed" uit 1942. Andere bekende prozaïsten waren Albert Wass, Magda Szabó en Antal Szerb. De bekendste Hongaarse dichters uit de twintigste eeuw zijn László Nagy, Sándor Weöres, János Pilinszky en Ferenc Juhász.
Als de meest belangrijke auteurs uit de naoorlogse periode gelden onder anderen Imre Kertész, György Konrád, Péter Nádas, Péter Esterházy en László Krasznahorkai. Kertész, die Auschwitz had overleefd, verwerkte deze ervaring in zijn roman "Onbepaald door het lot" uit 1975. In 2002 ontving hij de Nobelprijs voor Literatuur "voor zijn werk dat de broze ervaring van het individu hooghoudt tegen de barbaarse willekeur van de geschiedenis".